# イヴァノ・ボルドン
イヴァノ・ボルドン（Ivano Bordon、1951年4月13日 - ）は、イタリア出身の元同国代表の元サッカー選手。ポジションはGK。

## 経歴
1970年から1983年までインテルでプレー、通算382試合に出場。リーグ制覇を2度、コッパ・イタリアを2度制した。
1978年1月25日のスペインとの対戦で代表デビュー、1984年までに通算22試合に出場した。この間、1982年のFIFAワールドカップではディノ・ゾフの控えGKとして参加、出場機会は無かったが、優勝を果たした。
2006年、ワールドカップ・ドイツ大会では、マルチェロ・リッピ監督のアシスタントコーチとして優勝も果たした。

## タイトル
インテル
- セリエA優勝：2回（1971、1980）
- コッパ・イタリア優勝：2回（1978、1982）

イタリア代表
- FIFAワールドカップ優勝：1回（1982年）